# Saulcet

Saulcet este o comună în departamentul Allier din centrul Franței. În 1 ianuarie 2022 avea o populație de 651 de locuitori.